# Torn (videojuego de 2018)
Torn es un videojuego de realidad virtual, ciencia ficción y aventura desarrollado por Aspyr Media que se juega desde una vista en primera persona.

## Recepción

### Premios
Torn fue nominado al premio "Immersive Reality Technical Achievement" en los 22nd Annual D.I.C.E. Awards; por "Dirección en Realidad Virtual" en los Premios de la Academia Nacional de Críticos de Videojuegos; por "Música del año", "Mejor álbum de banda sonora original" y "Mejor música para un juego independiente" en los premios G.A.N.G. de 2019; por "Mejor diseño musical/sonido" en los Webby Awards 2019; y por "Mejor banda sonora de videojuego del año 2018" en los premios ASCAP Composers' Choice Awards.